# La Pinière
Circonscription électorale provinciale du Canada
La Pinière est une circonscription électorale québécoise situé en Montérégie. Elle correspond à la plus grande partie de la ville de Brossard. L'origine de cette appellation se retrouve au XIXe siècle alors qu'elle identifiait un chemin, une côte, une montée et même un lieu-dit de la seigneurie de la Prairie-de-la-Madeleine où les pins abondaient.

## Historique
La circonscription de La Pinière a été créée lors de la refonte de la carte électorale du Québec de 1988. Elle a été formée de la moitié nord, en gros, de la circonscription de La Prairie.
Ses limites sont inchangées lors de la réforme de la carte électorale de 2011. En 2017 cependant, une partie de son territoire, celle au nord de l'autoroute 10 et à l'ouest des boulevards Taschereau et Lapinière, est transférée à la circonscription de Laporte.

## Territoire et limites
La circonscription de La Pinière comprend la partie de la ville de Brossard qui se situe au sud de l'autoroute 10 et à l'est des boulevards Taschereau et Lapinière.

## Liste des députés
| Législature                        | Années       | Député             | Député                | Parti       |
| ---------------------------------- | ------------ | ------------------ | --------------------- | ----------- |
| La Pinière Créée depuis La Prairie |              |                    |                       |             |
| 34e                                | 1989–1994    |                    | Jean-Pierre Saintonge | Libéral     |
| 35e                                | 1994–1998    | Fatima Houda-Pepin |                       | Libéral     |
| 36e                                | 1998–2003    | Fatima Houda-Pepin |                       | Libéral     |
| 37e                                | 2003–2007    | Fatima Houda-Pepin |                       | Libéral     |
| 38e                                | 2007–2008    | Fatima Houda-Pepin |                       | Libéral     |
| 39e                                | 2008–2012    | Fatima Houda-Pepin |                       | Libéral     |
| 40e                                | 2012–2014    | Fatima Houda-Pepin |                       | Libéral     |
| 40e                                | 2014–2014    | Fatima Houda-Pepin |                       | Indépendant |
| 41e                                | 2014–2018    |                    | Gaétan Barrette       | Libéral     |
| 42e                                | 2018–2022    |                    | Gaétan Barrette       | Libéral     |
| 43e                                | 2022–présent | Linda Caron        |                       | Libéral     |

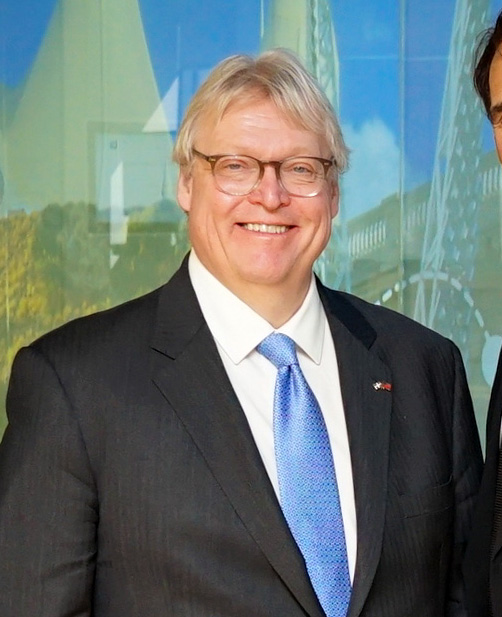
Gaétan Barrette est député de La Pinière de 2014 à 2022 pour le Parti libéral du Québec.

## Résultats électoraux

### Évolution pour les principaux partis
| |
| - Parti libéral - Parti québécois - Action démocratique (ancien) - Québec solidaire - Coalition avenir - Parti conservateur - Indépendants |

### Résultats détaillés
|                                                                                               | Nom                    | Parti                    | Nombre de voix | %      | Maj.  |
| --------------------------------------------------------------------------------------------- | ---------------------- | ------------------------ | -------------- | ------ | ----- |
|                                                                                               | Linda Caron            | Libéral                  | 12 688         | 38,5 % | 2 416 |
|                                                                                               | Samuel Gatien          | Coalition avenir         | 10 272         | 31,2 % | -     |
|                                                                                               | Tzarevna Bratkova      | Conservateur             | 3 345          | 10,2 % | -     |
|                                                                                               | Jean-Claude Mugaba     | Québec solidaire         | 3 301          | 10 %   | -     |
|                                                                                               | Suzanne Gagnon         | Parti québécois          | 2 577          | 7,8 %  | -     |
|                                                                                               | Ryan Akshay Newbergher | Vert                     | 396            | 1,2 %  | -     |
|                                                                                               | Donna Pinel            | Parti canadien du Québec | 371            | 1,1 %  | -     |
| Total                                                                                         | Total                  | Total                    | 32 950         | 100 %  |       |
| Le taux de participation lors de l'élection était de 59,9 % et 301 bulletins ont été rejetés. |                        |                          |                |        |       |

|                                                                                               | Nom                       | Parti            | Nombre de voix | %      | Maj.  |
| --------------------------------------------------------------------------------------------- | ------------------------- | ---------------- | -------------- | ------ | ----- |
|                                                                                               | Gaétan Barrette (sortant) | Libéral          | 15 476         | 47,1 % | 5 996 |
|                                                                                               | Sylvia Baronian           | Coalition avenir | 9 480          | 28,8 % | -     |
|                                                                                               | Marie Pagès               | Québec solidaire | 3 300          | 10 %   | -     |
|                                                                                               | Suzanne Gagnon            | Parti québécois  | 2 921          | 8,9 %  | -     |
|                                                                                               | Aziza Dini                | Vert             | 585            | 1,8 %  | -     |
|                                                                                               | Anwar El Youbi            | Conservateur     | 435            | 1,3 %  | -     |
|                                                                                               | Djaouida Sellah           | NPD Québec       | 354            | 1,1 %  | -     |
|                                                                                               | Patrick Hayes             | Indépendant      | 168            | 0,5 %  | -     |
|                                                                                               | Fang Hu                   | Indépendant      | 161            | 0,5 %  | -     |
| Total                                                                                         | Total                     | Total            | 32 880         | 100 %  |       |
| Le taux de participation lors de l'élection était de 61,1 % et 435 bulletins ont été rejetés. |                           |                  |                |        |       |

|                                                                                               | Nom                           | Parti            | Nombre de voix | %      | Maj.   |
| --------------------------------------------------------------------------------------------- | ----------------------------- | ---------------- | -------------- | ------ | ------ |
|                                                                                               | Gaétan Barrette               | Libéral          | 25 955         | 58,3 % | 15 503 |
|                                                                                               | Fatima Houda-Pepin (sortante) | Indépendant      | 10 452         | 23,5 % | -      |
|                                                                                               | Jin Kim                       | Coalition avenir | 5 600          | 12,6 % | -      |
|                                                                                               | Johane Beaupré                | Québec solidaire | 1 728          | 3,9 %  | -      |
|                                                                                               | François Létourneau-Prézeau   | Option nationale | 534            | 1,2 %  | -      |
|                                                                                               | Sebastian Fernandez           | Conservateur     | 256            | 0,6 %  | -      |
| Total                                                                                         | Total                         | Total            | 44 525         | 100 %  |        |
| Le taux de participation lors de l'élection était de 74,8 % et 520 bulletins ont été rejetés. |                               |                  |                |        |        |

|                                                                                               | Nom                           | Parti              | Nombre de voix | %      | Maj.   |
| --------------------------------------------------------------------------------------------- | ----------------------------- | ------------------ | -------------- | ------ | ------ |
|                                                                                               | Fatima Houda-Pepin (sortante) | Libéral            | 20 551         | 49,3 % | 10 331 |
|                                                                                               | François Lemay                | Coalition avenir   | 10 220         | 24,5 % | -      |
|                                                                                               | Pierre O. Thibert             | Parti québécois    | 7 448          | 17,9 % | -      |
|                                                                                               | Johanne Beaupré               | Québec solidaire   | 1 832          | 4,4 %  | -      |
|                                                                                               | Marc-André Beauchemin         | Vert               | 798            | 1,9 %  | -      |
|                                                                                               | Mylaine Larocque              | Option nationale   | 433            | 1 %    | -      |
|                                                                                               | Claude Chalhoub               | Conservateur       | 269            | 0,6 %  | -      |
|                                                                                               | Sean Connolly-Boutin          | Union citoyenne    | 111            | 0,3 %  | -      |
|                                                                                               | Serge Patenaude               | Marxiste-léniniste | 62             | 0,1 %  | -      |
| Total                                                                                         | Total                         | Total              | 41 724         | 100 %  |        |
| Le taux de participation lors de l'élection était de 72,1 % et 369 bulletins ont été rejetés. |                               |                    |                |        |        |

## Référendums
|  | Référendum                     | % du OUI | % du NON | Taux de participation |
|  | Accord de Charlottetown (1992) | 56,87 %  | 43,13 %  | 86,95 %               |
|  | Référendum de 1995             | 33,12 %  | 66,88 %  | 95,38 %               |